# Ekobójstwo
Ekobójstwo, ekocyd (ang. ecocide, od połączenia wyrazu ecology i sufiksu -cide oznaczającego zabójstwo) – termin służący na określeniu ciężkich zbrodni przeciw ekosystemom i środowisku naturalnemu rozpatrywanych na poziomie międzynarodowym. Sformułowanie zostało użyte publicznie po raz pierwszy na Konferencji sztokholmskiej ONZ w 1972 roku, przez szwedzkiego premiera Olofa Palme.
Jako przykłady ekobójstwa podaje się wycieki ropy na oceanach, wypalanie lasów deszczowych, wiertnictwo głębinowe, przemysłową hodowlę zwierząt, działania polityczne mające na celu osiąganie korzyści z nadmiernej eksploatacji środowiska, np. wpływ USA na wydobycie w kopalni Grasberg w reżimowej Gwinei, kopalnie diamentów w Kongu, oraz zanieczyszczenie środowiska przez Chiny w strefach przemysłowych Shenzhen, Wuhan, Pekin.
W drugiej dekadzie XXI wieku przybierają na sile działania podejmowane między innymi przez ruch „Stop ekocide” mające na celu zakwalifikowanie ekobójstwa jako zbrodni i wprowadzenia go do jurysdykcji Międzynarodowego Trybunału Karnego, który może ścigać tylko za cztery przestępstwa: ludobójstwo, zbrodnie przeciwko ludzkości, zbrodnie wojenne i agresję. Mogłoby to stworzyć możliwość ścigania osób odpowiedzialnych za niszczenie środowiska na globalną skalę. Wprowadzenie takiej zmiany może jednak pociągnąć za sobą dalsze przemiany społeczne i kulturowe, gdyż największymi zbrodniarzami w myśl zasad wyznawanych przez zwolenników penalizacji ekobójstwa są wielkie korporacje, a więc twory prawne zarządzane przez pracowników.
Obecnie niektóre kraje na poziomie lokalnym uznają ekobójstwo za zbrodnię. Niektóre przykłady takich państw to Gruzja, Ukraina, Ekwador, Wietnam czy Rosja.
Jako zwolennicy wprowadzenia tej zmiany w prawie międzynarodowym są wymieniani między innymi Papież Franciszek, Emmanuel Macron, Jojo Mehta (założycielka ruchu „Stop ekocide”) czy Olof Palme.
W czerwcu 2021 międzynarodowy Niezależny Panel Ekspertów ds. Prawnej Definicji Ekobójstwa powołany przez fundacje Stop Ecocide Foundation zdefiniował ekobójstwo jako „bezprawne lub bezmyślne działania popełnione ze świadomością, że istnieje znaczne prawdopodobieństwo poważnej oraz rozległej lub długotrwałej szkody dla środowiska naturalnego spowodowanej tymi działaniami”.

## Kryminalizacja ekobójstwa
W roku 2024 Gina Miller, brytyjska działaczka społeczna i liderka partii politycznej True & Fair Party, wypowiedziała się na temat pilnej potrzeby kryminalizacji ekobójstwa w Wielkiej Brytanii. Podkreśliła ona zagrożenia, jakie niesie za sobą brak surowych przepisów dotyczących ochrony środowiska, oraz konieczność wprowadzenia odpowiedzialności prawnej dla osób i firm szkodzących ekosystemom.
True & Fair Party, której Miller jest liderką, postawiła kwestię ochrony środowiska jako jeden z priorytetów swojej polityki. W ramach swojej platformy partia wzywa do wprowadzenia surowszych kar dla osób i instytucji winnych ekobójstwa oraz promuje środki mające na celu ochronę przyrody i zapobieganie dalszemu niszczeniu środowiska naturalnego.
Działania Giny Miller i True & Fair Party w zakresie kryminalizacji ekobójstwa spotkały się z szerokim zainteresowaniem mediów oraz debatą publiczną na temat roli prawa w ochronie środowiska.